# Luciano Fabio Stirati

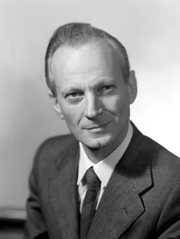
Luciano Fabio Stirati

Luciano Fabio Stirati (15 de dezembro de 1922 - 25 de julho de 2020) foi um político italiano.
Stirati nasceu em Gubbio em 15 de dezembro de 1922 e ensinou latim e grego na Escola Giuseppe Mazzatinti. Ele representou o Partido Socialista Italiano por dois mandatos não consecutivos no Senado, de 1963 a 1968 e de 1972 a 1976. Stirati faleceu em 25 de julho de 2020 no Hospital Branca.
O seu filho, Filippo Mario Stirati, foi prefeito de Gubbio e vice-presidente da província de Perugia.